# Georg von Perbandt

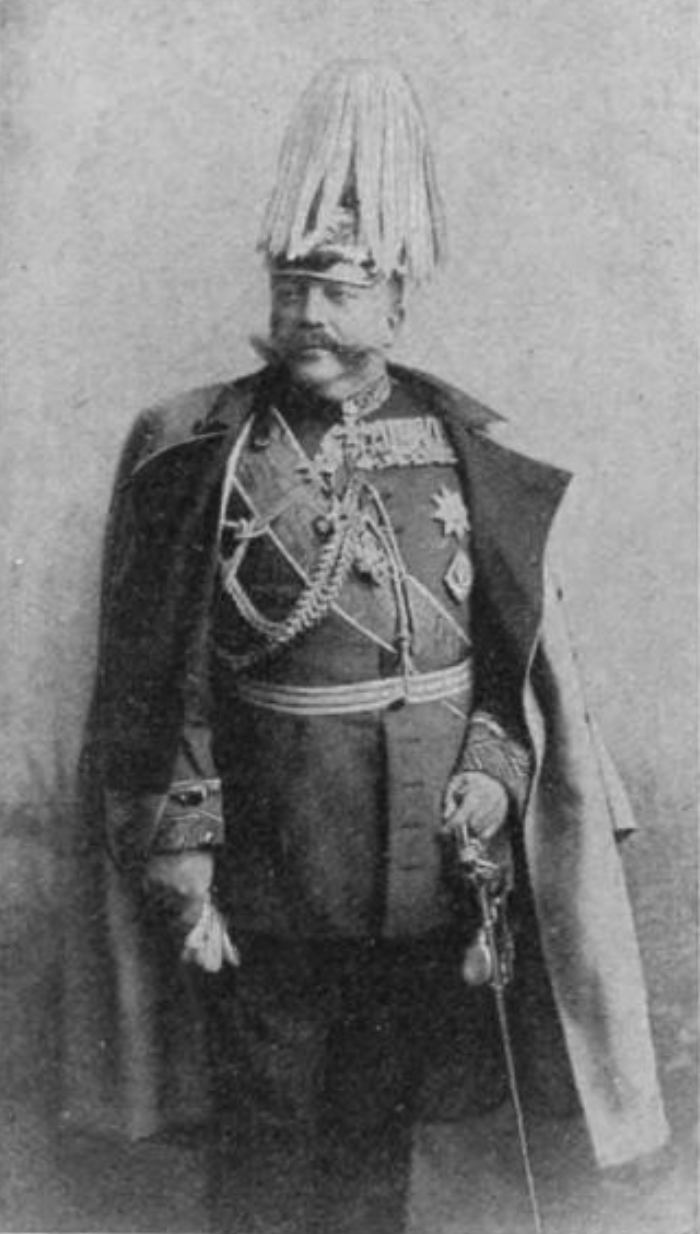
Georg von Perbandt

Georg Ernst von Perbandt (* 1. September 1845 in Potsdam; † 1. Juni 1906 in Berlin) war ein preußischer General der Infanterie.

## Leben

### Herkunft
Georg entstammte dem 2. Ast der II. Linie des altpreußischen Uradelsgeschlechts von Perbandt. Er war der Sohn des preußischen Premierleutnants Friedrich von Perbandt (1817–1877) und dessen Ehefrau Agnes, geborene Praetorius (1824–1890). Der preußische Generalmajor Ernst von Perbandt (1773–1848) war sein Großvater.

### Karriere
Perbandt besuchte das Friedrich-Werdersche Gymnasium und studierte an den Universitäten Heidelberg und Berlin Jura und Kameralwissenschaften. Am 13. Mai 1866 trat er als Einjährig-Freiwilliger in die 4. Kompanie des 4. Garde-Regiments zu Fuß der Preußischen Armee ein und nahm am Mainfeldzug teil. Während des Krieges entschied er sich für eine Offizierslaufbahn und avancierte bis Anfang Februar 1867 zum Sekondeleutnant. Am 11. Juli 1868 wurde Perbandt Adjutant des I. Bataillons und rückte mit seinem Verband in den Krieg gegen Frankreich. Er wurde in der Schlacht bei Gravelotte leicht verwundet und war anschließend bis zum 10. Oktober 1870 als stellvertretender Adjutant der 2. Garde-Infanterie-Brigade kommandiert. In dieser Funktion beteiligte er sich an den Kämpfen um Beaumont und Sedan. Während der Belagerung von Paris kehrte Perbandt zu seinem Stammregiment zurück und befand sich noch bei der Beschießungen von Montmédy. Für sein Wirken wurde er mit dem Eisernen Kreuz II. Klasse ausgezeichnet.
Nach dem Friedensschluss war Perbandt von Mitte Juni 1871 bis Mitte Oktober 1872 Regimentsadjutant. Anschließend wurde er in das 3. Garde-Regiment zu Fuß versetzt und zugleich als Adjutant der 4. Garde-Infanterie-Brigade kommandiert. Kurz darauf rückte er zum Premierleutnant auf. Unter Entbindung von seinem Kommando wurde Perbandt vom 1. Mai 1875 ab auf ein Jahr zur Dienstleistung beim Großen Generalstab kommandiert und ein Jahr später unter Belassung dort dem Generalstab der Armee aggregiert. Mitte Mai 1876 zum Hauptmann befördert, wurde er einen Monat später in den Großen Generalstab einrangiert und Ende Februar 1877 nach Kassel in den Generalstab des XI. Armee-Korps versetzt. Daran schloss sich vom 3. Januar 1880 bis zum 13. Oktober 1882 eine Verwendung im Generalstab der 5. Division in Frankfurt (Oder) an. Anschließend trat Perbandt mit der Ernennung zum Kompaniechef im 1. Hanseatischen Infanterie-Regiment Nr. 75 in den Truppendienst. Unter Überweisung zum Großen Generalstab wurde er am 6. Dezember 1883 in den Generalstab der Armee zurückversetzt und am 15. April 1884 zum Major befördert. Am 8. Mai 1884 folgte die Versetzung nach Karlsruhe in den Generalstab des XVI. Armee-Korps. Nach vier Jahren wurde Perbandt Ende Mai 1888 erneut in den Großen Generalstab versetzt und als Generalstabsoffizier zum Stab III. Armee-Inspektion nach Darmstadt kommandiert. Unter Entbindung von diesem Kommando und Beförderung zum Oberstleutnant wurde Perbandt am 24. März 1890 Chef der 4. Abteilung im Großen Generalstab. Am 27. Januar 1893 avancierte er zum Oberst und trat am 17. Juni 1893 als Kommandeur des in Mannheim stationierten 2. Badischen Grenadier-Regiments „Kaiser Wilhelm I.“ Nr. 110 in den Truppendienst. Vom 18. Juli 1896 bis zum 26. Januar 1900 war er als Generalmajor Kommandeur der 62. Infanterie-Brigade in Hagenau und übernahm anschließend unter Beförderung zum Generalleutnant die Großherzoglich Hessische (25.) Division in Darmstadt. Für diesen Dienst verlieh ihm Großherzog Ernst Ludwig das Großkreuz des Verdienstordens Philipps des Großmütigen.
Daran schloss sich am 19. Juni 1902 eine Verwendung als Generalinspekteur der Fußartillerie an. Zugleich wirkte er als Mitglied des Vorstandes der Vereinigten Artillerie- und Ingenieurschule. Am 27. Januar 1904 erfolgte seine Beförderung zum General der Infanterie und Perbandt erhielt die Erlaubnis zur Annahme des Großkreuzes des Bayerischen Militärverdienstordens und des Albrechts-Ordens. Aus gesundheitlichen Gründen reichte er seinen Abschied ein und wurde daraufhin am 5. April 1906 mit der gesetzlichen Pension zur Disposition gestellt. Nach seiner Verabschiedung erhielt er das Großkreuz des Roten Adlerordens mit Eichenlaub. Aus Anlass seines Todes verfügte Wilhelm II., dass die Offiziere der Fußartillerie für drei Tage Trauer anzulegen haben.

### Familie
Perbandt hatte sich am 3. Juni 1872 in Spandau mit Margarethe von Schaetzell (1851–1888) verheiratet. Nach ihrem Tod heiratete er am 8. August 1889 in Darmstadt Wilhelmine Freiin von Ricou (1861–1940).
Aus den Ehen gingen folgende Kinder hervor:
Erste Ehe:
- Asta Erna Agnes Helene Klara (* 1879) ⚭ 1904 Ludwig Lueder († 1919)
- Herbert (1880–1919) ⚭ 1905 Antonie Zweigert (1883–1979)
- Clara (* 1883) ⚭ 1914 August Lueder (1863–1944)
- Wilhelma (* 1885) ⚭ Oswald Kemper (1874–1943)

Zweite Ehe:
- Luise (* 1890) ⚭ 1916 Anton Weiher (1886–1961), Altphilologe
- Margarete (* 1891) ⚭ 1920 Otto R. Schnutenhaus (1894–1976)
- Hans-Albrecht (1893–1945), gest. in russ. Gefangenschaft

⚭ 1916 Bertha von Jacobi (1895–1930)
⚭ 1933 Isidore von Keyserlingk (1903–1976)
- Lieselotte (* 1896) ⚭ 1927 Siegfried Piel (* 1900), gesch. 1947
- Hildegard (1898–1990) ⚭ 1924 Bernward Mohrmann (* 1895)
- Felicitas (1900–1957) ⚭ 1932 Wilhelm Nemitz (* 1895)